# Franck Kessié
Franck Yannick Kessié (født 19. december 1996) er en ivoriansk professionel fodboldspiller, som spiller for Saudi Pro League-klubben Al-Ahli og Elfenbenskystens landshold.

## Klubkarriere

### Stella Club
Kessié begyndte sin karriere med Stella Club d'Adjamé i hans hjemland.

### Atalanta
Kessié skiftede i januar 2015 til Atalanta. Han spillede i begyndelsen af sin tid i klubben for ungdomsholdet.

#### Leje til Cesena
Kessié blev i august 2015 udlånt til A.C. Cesena, hvor han gjorde sin professionelle debut. Han imponerede på lejeaftalen, og spillede som fast mand for Cesena i sæsonen.

#### Gennembrud
Efter at have vendt tilbage fra lejeaftalen fik han sin chance på førsteholdet hos Atalanta, hvor han gjorde sin debut den 13. august 2016. Han blev herefter en vigtig del af Atalanta mandskabet.

### Milan
Kessié skiftede i juni 2017 til Milan på en 2-årig lejeaftale med en obligation til at gøre aftalen permanent. Han spillede i sin tid hos klubben en central rolle i mandskabet, hvor han scorede overraskende mange mål for en midtbanespiller, hvilke skyldes han sparkede straffespark. I 2020-21 sæsonen var han sammen med Matteo Politano de eneste spiller i Italien til at spille 50 kampe i en sæson.

### Barcelona
Kessié skiftede i juli 2022 til FC Barcelona efter at have forladt Milan ved kontraktudløb.

### Al-Ahli
Kessié skiftede i august 2023 til saudiarabiske Al-Ahli.

## Landsholdskarriere

### Ungdomslandhold
Kessié har repræsenteret Elfenbenskysten på flere ungdomsniveauer.

### Olympiske landshold
Kessié var del af Elfenbenskystens trup til fodbold under sommer-OL 2020.

### Seniorlandshold
Kessié debuterede for Elfenbenskystens landshold den 6. september 2014, i en alder af kun 17 år.
Han har været del af Elfenbenskystens trupper til Africa Cup of Nations i 2017, 2019, 2021 og 2023.

## Titler
AC Milan
- Serie A: 1 (2021-22)

Barcelona
- La Liga: 1 (2022-23)
- Supercopa de España: 1 (2022-23)

Individuelle
- Serie A Årets Hold: 1 (2020-21)